# Роторный предкрылок

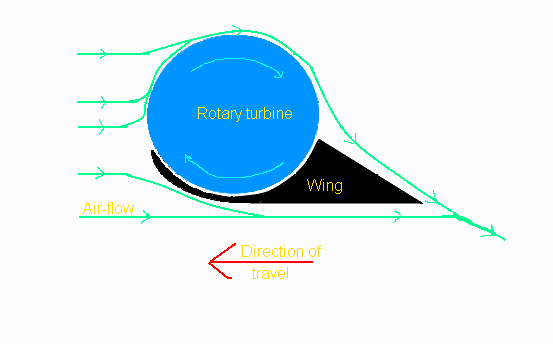
Схема поперечного сечения. Принципиальное устройство

Роторный предкрылок — оригинальный движитель самолёта. Горизонтальный ротор с лопастями, расположенный вдоль передней части крыла. При вращении ротор создает как подъёмную, так и движущую силу.

## Описание
Ротор располагается вдоль всей основной части крыла, от одних боковых пластин до других, и занимает примерно 50 % хорды крыла. От самой широкой части в носу, за ротором крыло постепенно сужается, образуя заднюю клиновидную кромку.
Цилиндрическая радиальная турбина, напоминающая лопасти комбайна, встроена в верхнюю поверхность крыла с осью, параллельной размаху крыла. Примерно 2/3 наружного диаметра турбины открыта, остальная часть заключена в жёлоб, образованный на передней кромке.
Радиальная турбина (ротор) увеличивает скорость воздушного потока над верхней поверхностью крыла независимо от скорости движения вперед летательного аппарата, так что подобная схема может обеспечить достаточную подъёмную силу при скоростях переднего хода ниже, чем скорость сваливания для обычных самолётов.

## Недостатки
Различные дистанционно управляемые модели продемонстрировали управляемый полет, но обнаружились и недостатки по сравнению с обычным неподвижным крылом:
- Диаметр ротора напрямую влияет на величину лобового сопротивления. Это означает, что увеличение диаметра ротора (и размеров самолёта) будет замедлять полёт.
- Коэффициент планирования[англ.] в случае отказа источника питания довольно низок (соотношение горизонтальной и вертикальной скорости примерно 1:3). Но если роторы всё ещё могут вращаться, то используя эффект Авторотации возможно плавно посадить самолёт.
- Предыдущие попытки использовать эффект Коанда/Магнуса не увенчались успехом поскольку ротор вызывал гироскопические эффекты, что усложняло манёвренность.

## Развитие идеи
Идея роторного предкрылка была задумана в 1997 Патриком Пиблсом, американцем, проживающим в Великобритании, который основал компанию FanWing и подал заявку на патенты в странах, где производятся самолёты. В июле 2005 года компания анонсировала первый разрабатываемый в Великобритании самолёт FanWing, прошедший испытания в аэродинамической трубе. Модель получила премию SMART в 2002 и 2003 годах, а правительство Великобритании внесло свой вклад в финансирование развития.
В мае 2007 года разработчики анонсировали создание прототипа городского беспилотника наблюдения STOL. Они также объявили, что в 2013 году на авиашоу AirVenture в Ошкоше, штат Висконсин, должен был состоятся полёт двухместной модели, но этого не произошло. Впоследствии к прототипу было добавлено хвостовое оперение, что снизило минимально возможную скорость.
По состоянию на 2014 год ЕС осуществляет поддержку испытаний в аэродинамической трубе 1,5-метровой модели крыла, включая 783 000 евро через германский аэрокосмический Центр.